# Guido Kratschmer
Guido Kratschmer (* 10. Januar 1953 in Großheubach) ist ein ehemaliger deutscher Leichtathlet. Er gewann bei den Olympischen Spielen 1976 in Montreal die Silbermedaille im Zehnkampf und verbesserte 1980 den Weltrekord.

## Leben
Er wurde auf dem Klotzenhof bei Großheubach geboren. Neben dem Zehnkampf war Kratschmer ein sehr guter Hürdensprinter. Im Jugend- und Juniorenbereich war er mehrfacher Deutscher Meister im Mehrkampf und über die Hürden. Ab 1972 gehörte er der Sportfördergruppe der Bundeswehr in Mainz an. Von 1975 bis 1980 wurde er sechsmal in Folge Deutscher Zehnkampfmeister, 1978 gewann er auch den Titel über die Hürden.
Seinen ersten Auftritt bei einer großen internationalen Meisterschaft hatte Kratschmer bei den Europameisterschaften 1974 in Rom, wo er mit 8132 Punkten die Bronzemedaille gewann. 1976 startete er über 60 Meter Hürden bei den Halleneuropameisterschaften in München, kam aber nicht über den Vorlauf hinaus. Im Mai stellte er in Götzis einen neuen deutschen Rekord im Zehnkampf auf. Bei den Olympischen Spielen in Montreal erzielte er dann seinen größten Erfolg. Er verbesserte nochmal den deutschen Rekord und gewann hinter dem Amerikaner Bruce Jenner die Silbermedaille (8411 Punkte, Einzelleistungen: 10,66 s – 7,39 m – 14,74 m – 2,03 m – 48,19 s – 14,58 s – 45,70 m – 4,60 m – 66,32 m – 4:29,1 min).
Im Juli 1978 verbesserte Kratschmer in Filderstadt-Bernhausen den Europarekord auf 8498 Punkte. Bei den Europameisterschaften in Prag musste er jedoch nach dem 100-Meter-Lauf verletzt (Riss der Adduktorensehne) aufgeben. An den Olympischen Spielen 1980 in Moskau konnte er wegen des Boykotts der Bundesrepublik nicht teilnehmen.
Kurz nach dem Boykottbeschluss stellte er im Juni 1980 in Bernhausen mit 8649 Punkten einen Weltrekord auf (Einzelleistungen: 10,58 s – 7,80 m – 15,47 m – 2,00 m – 48,04 s – 13,92 s – 45,52 m – 4,60 m – 66,50 m – 4:24,15 min). Mit dieser Leistung gehörte er 30 Jahre lang zu den besten 20 der ewigen Weltbestenliste.
1981 gewann er zusammen mit Jürgen Hingsen und Siegfried Wentz den Mannschafts-Zehnkampf beim Europacup in Birmingham und erreichte in der Einzelwertung mit 8069 Punkten den fünften Rang. 1982 wurde Kratschmer bei den Europameisterschaften in Athen Neunter (8015 Punkte). 1983 erreichte er in Helsinki bei den ersten Weltmeisterschaften wiederum Rang neun (8096 Punkte). Im selben Jahr gehörte er wieder zum siegreichen Team im Mannschafts-Zehnkampf beim Europacup in Sofia und belegte dabei mit 7905 Punkten den elften Rang. In Los Angeles nahm er 1984 an seinen zweiten Olympischen Spielen in Los Angeles teil und erreichte mit 8326 Punkten den vierten Platz. Bei den Europameisterschaften 1986 in Stuttgart musste er nach einer Oberschenkelverletzung beim Weitsprung aufgeben. 1988 wollte er sich noch einmal für die Olympischen Spiele in Seoul qualifizieren. Doch nachdem bei den Deutschen Meisterschaften im 100-Meter-Lauf die Achillessehne riss, beendete er seine Karriere. Im Winter 1991/92 versuchte er sich im Bobsport als Anschieber von Rudi Lochner, verpasste aber die Qualifikation für die Olympischen Winterspiele in Albertville.
Guido Kratschmer startete für den USC Mainz. Bei 1,86 m Körpergröße wog er in seiner Wettkampfzeit 92 kg. Er wurde 1980 zum Sportler des Jahres der Bundesrepublik Deutschland gewählt und erhielt 1981 den Rudolf-Harbig-Gedächtnispreis. 1983 erhielt er für seine sportlichen Leistungen von Bundespräsident Carstens das Silberne Lorbeerblatt. Großheubach benannte 2011 eine Sporthalle nach ihm.
Kratschmer ist gelernter Landwirt, machte auf dem zweiten Bildungsweg Abitur und wurde Lehrer für Sport und Biologie. Er absolvierte ein Realschul-Referendariat, trat aber nicht in den Schuldienst ein, sondern lebt auf seinem Bauernhof.

## Filme
- Weißt du noch? – Guido Kratschmer – sein Zehnkampf-Weltrekord. Deutschland 2012, 28:45 Minuten. Von: Marius Zimmermann, Erstausstrahlung: 25. März 2013 im SWR